# Хочешь?
«Хочешь?» — песня Земфиры, выпущенная 28 марта 2000 года в альбоме «Прости меня моя любовь» и 17 июля 2000 года в качестве радиосингла. Песня стала одной из самых узнаваемых в творчестве певицы.

## О песне

### Литературный анализ
Песня стала одной из самых успешных в карьере Земфиры. Текст песни подвергали литературному анализу в журнале «Знамя». Массимо Маурицио в своей заметке «„Хочешь?“ Земфиры как гипертекст. Вольные размышления» говорит о песне как о синтезе музыкального искусства с литературой. Песню автор вводит в контекст русской поэзии начала XX века — стихов Северянина, Блока, Брюсова, Маяковского; а также и Пушкина: «…признание поражения перед жизнью, неспособность направить судьбу и этим избежать расставания с любимым человеком связывается с жизнью и судьбой позднесимволистского поэта, в первую очередь с бродящим по кабакам в поиске несуществующей красоты А. Блоком второй половины 1900-х годов».

### Людмила Гурченко
Позже песня была включена в репертуар Людмилы Гурченко: она исполнялась актрисой в фильме «Старые песни о главном. Постскриптум» 2001 года. Сама же актриса говорила: «Земфира, по моему глубокому убеждению, совершенно гениальная девочка. Ей это дано от Бога. Когда мне однажды предложили исполнить её песню „Хочешь, я убью соседей?“, я испытала редкое наслаждение от прикосновения к настоящему, неподдельному таланту». В 2011 год Гурченко выпустила на песню видеоклип, режиссёром которого стала Катя Царик. Это была последняя прижизненная работа народной артистки. В клипе были использованы голографические изображения артистов, снимавшихся с Гурченко в разных фильмах — Юрия Белова, Юрия Никулина, Андрея Миронова, Евгения Евстигнеева, Олега Янковского, Олега Борисова, Александра Абдулова и Александра Кайдановского.
В 2013 году Филипп Киркоров исполнял песню на концертах памяти Гурченко, во время которых на сцене появлялось голографическое изображение актрисы.

## Музыкальное видео
Видеоклип на песню снимали в мае 2000 года. 24 мая клип снимали на улицах Москвы, а 25-го — в павильонах «Мосфильма». Режиссёром клипа выступил Павел Владимирский (студия «Vilks Filma»), оператором — Влад Опельянц.